# Beat Neuenschwander (Aviatiker)
Beat Neuenschwander ist ein Schweizer Aviatiker.

## Leben
Beat Neuenschwander war Mitbegründer und Leader des «Mösli-Team», dem Vierer-Verband auf dem Flugzeug FFA AS-202 Bravo. Er absolvierte viele Flugvorführungen bei Flugmeetings in der Schweiz in den Jahren 1989–1995. 25 Jahre lang war er Inspektor bei SPHAIR (bis 2003 FVS).
Neuenschwander war von 2008 bis 2011 Mitglied der Eidgenössischen Aufsichtskommission SPHAIR. Er war von 2001 bis 2005 Präsident des Berner Aero-Clubs und von 2005 bis 2011 Zentralpräsident des Aero Clubs der Schweiz, ausserdem von 2011 bis 2014 Executive Director der Fédération Aéronautique International.

## Auszeichnungen
Beat Neuenschwander wurde mit dem Diplom «Tissandier» der FAI für sein grosses Wirken zu Gunsten der General Aviation, der Leichtaviatik und des Luftsportes in der Schweiz ausgezeichnet.

## Veröffentlichungen
- Beiträge zur Zivil- und Militärluftfahrt in Fachzeitschriften wie Cockpit, Skynews und ASMZ
- Beiträge im Jahrbuch der Schweizer Luftfahrt, 2021 und 2022
- Kolumnist mit über 50 Kolumnen in der Fachzeitschrift für Luft- und Raumfahrt Cockpit von 2016 bis 2020
- Ready to fight: der Schweizer Raumschutzjäger F-5E Tiger II. AERO Publications, Teufen 2023, ISBN 978-3-9525241-4-5

| Personendaten    | Personendaten        |
| ---------------- | -------------------- |
| NAME             | Neuenschwander, Beat |
| KURZBESCHREIBUNG | Schweizer Aviatiker  |
| GEBURTSDATUM     | 20. Jahrhundert      |